# أدريان سانشيز (لاعب كرة قدم)
أدريان سانشيز (بالإسبانية: Adrián Sánchez)‏ هو لاعب كرة قدم أرجنتيني، ولد في 14 مايو 1999 في مدينة دون توركواتو في الأرجنتين.

## وصلات خارجية
- أدريان سانشيز على موقع قاعدة بيانات كرة القدم.إي يو (الإنجليزية)
- أدريان سانشيز على موقع Soccerway.com (الإنجليزية)